# 斯普魯斯鎮區 (密蘇里州貝茨縣)
斯普魯斯鎮區（英語：Spruce Township）是位於美國密蘇里州貝茨縣的一個行政鎮區。

## 地方資料
斯普魯斯鎮區的面積為93.56平方千米，皆為陸地。根據2020年美國人口普查的數據，當地共有人口282人，而人口密度為每平方千米3.01人。